# إبراهيم رمزي
إبراهيم رمزي (مواليد 1884، وفيات 1949) هو أديب مصري ولد في مدينة المنصورة وهو من أوئل الذين حاولوا تأصيل الأجناس الأدبية الجديدة كما يقول دكتور عبد الحميد يونس، فقد أنشأ القصة القصيرة وأسهم في مجال الرواية التاريخية.

## أعماله
عُيِّن في بداية حياته الوظيفية مترجمًا بالمحكمة المدنية للخرطوم، وفي هذه الأثناء، قابل الإمام محمد عبده الذي أبدى إعجابًا كبيرًا ببراعة رمزي في العربية، وشغفه ومعرفته الكبيرة بالأدب الإنجليزي. عاد إبراهيم رمزي إلى القاهرة، ليعمل مترجمًا بجريدة اللواء، ثم انتقل بعدها ليعمل رئيسًا لتحرير القسم الأدبي بجريدة البلاغ. وعمل محررًا بجريدة المؤيد 1915م، حيث كتب مجموعة من المقالات الأدبية التي تتعلق بالمسرح المصري، تنوعت بين تحليل ونقد، إلى أن أسس مجلة الأدب والتمثيل التي كان رئيس تحريرها عام 1916م، كما عمل مفتشًا لمدارس المعلمين، وترقى إلى أن عُيِّن سكرتيرًا للجنة العليا للبعثات، وظل في منصبه هذا إلى أن أحيل إلى المعاش عام 1944م.

## مؤلفاته
ترك إبراهيم رمزي حوالي خمسين كتابًا بين مؤلف ومترجم، تعددت أشكالها وألوانها بين المسرحيات التاريخية، والمسرحيات الاجتماعية الكوميدية، حيث طرح العديد من المشكلات الاجتماعية والأخلاقية ذات الصلة بالبيئة المصرية وعالجها ومن كتبه:
- قصة باب القمر، 1936
- قصة ضيق الرسول، 1947
- رواية ذئاب الكوفة، لم تنشر بعد
- بنت الاخشيد (رواية)
- البدوية
- أبطال المنصورة
- دخول الحمام مش ذي خروجه
- عقبال الحبايب
- الهواري
- كلِمات نابُليون
- عدو الشعب (ترجمة)
- الملك لير (نرجمة)